# Степок (Балаклейский район)
Степок (укр. Степок) — село в Яковенковском сельском совете Балаклейского района Харьковской области Украины. 
До 2016 года село носило название Червоная Степь.
Код КОАТУУ — 6320288004. Население по переписи 2001 года составляет 22 (9/13 м/ж) человека.

## Географическое положение
Село Степок находится в самом начале балки Дудникова, по которой протерает пересыхающий ручей, который впадает в реку Средняя Балаклейка.

## Предприятия
В селе есть молочно-товарная ферма.